# Campeonato Piauiense de Futebol de 2002
O Campeonato Piauiense de Futebol de 2002 foi o 62º campeonato de futebol do Piauí. A competição foi organizada pela Federação de Futebol do Piauí (FFP) e o campeão foi o Ríver.

## Premiação
| Campeonato Piauiense de 2002     |
| -------------------------------- |
| RIVER Tetracampeão (26.º título) |